# Czerwona Kurtka
Czerwona Kurtka, właściwie Sagoyewatha (pol. Ten, który Ich Obudził) – wódz i wojownik indiańskiego plemienia Seneka z grupy plemiennej Irokezów, ur. 1750? w dzisiejszym hrabstwie Seneca w stanie Nowy Jork, zm. na cholerę w rezerwacie Buffalo Creek w 1830.
Był jednym z pierwszych wodzów indiańskich, którzy przeciwstawili się amerykańskiemu podbojowi kontynentu. W czasie amerykańskiej wojny rewolucyjnej (1775–1783) wspierał wojska brytyjskie, z którego to powodu został obdarowany czerwoną kurtką mundurową (stąd jego przydomek).
Czerwona Kurtka był rzecznikiem konfederacji plemion irokeskich w powojennych rokowaniach z rządem Stanów Zjednoczonych. Zachęcał swoich współplemieńców do pokojowej współegzystencji z białymi.
Zwalczał białych misjonarzy chrześcijańskich, jak również senekaskiego proroka o imieniu Piękne Jezioro (ang. Handsome Lake) dążącego do zmiany tradycyjnego stylu życia plemienia.
Jego pomnik znajduje się w miejscowości Buffalo (stan Nowy Jork).